# Vedāṅga
Con il sostantivo neutro sanscrito Vedāṅga (lett. "membra dei Veda") si indicano quei sei trattati/manuali vedici, risalenti al V-IV secolo a.C., che si occupano di argomenti di fonetica, precetti rituali, linguistica e grammatica, etimologia e lessicografia, prosodia, astronomia, e astrologia.
Lo stile dei Vedāṅga è quello proprio dei sūtra, la loro funzione è quella di indicare ai vari sacerdoti vedici la corretta esecuzione dei riti: dalla scelta del luogo adatto, alla scelta della formula religiosa, alla sua corretta intonazione e via seguendo.
I Vedāṅga sono quindi:
1. Śikṣā: fonetica, fonologia e morfofonologia (saṃdhi)
2. Kalpa: rituale
3. Vyākaraṇa: grammatica
4. Nirukta: etimologia
5. Chandas: prosodia
6. Jyotiṣa: misurazione del tempo, previsione del movimento del Sole, della Luna e dei pianeti, astronomia e astrologia.[2]

Una delle prime menzioni dei Vedanga appare nella Muṇḍaka Upaniṣad (in I,1,5):
(Muṇḍaka Upaniṣad,  I,1,5; trad. di Carlo Della Casa)
In seguito, si svilupparono in discipline indipendenti, ciascuna con il suo corpus di sūtra.
Tradizionalmente, Vyākaraṇa e Nirukta sono comuni a tutti e quattro i Veda, mentre ciascun Veda ha i suoi testi di Śikṣā, Chandas, Kalpa e Jyotiṣa.
La Śikṣā è la prima disciplina e scrittura esistente per studiare morfofonologia, fonetica e fonologia. La Śikṣā ha 32 sistemi riguardo a queste, ciascuna delle quali si lega diversamente ai Veda. Essa mostra che una gran quantità di tempo durante il periodo vedico era dedicata a rispettare la pronuncia e la recitazione religiosa.
Il Kalpa è la seconda disciplina e scrittura esistente per insegnare i rituali ed è considerata aforistica.
Il Vyākaraṇa è la terza disciplina e scrittura dedicata alla grammatica, ed è considerata una parte estremamente importante dei Vedāṅga. Si crede che il Vyākaraṇa sia la "bocca tra i Vedāṅga".
La Nirukta è la quarta disciplina e scrittura ed è dedicata all'etimologia, ed è ritenuta a volte come parte del Vyākaraṇa.
Il Chandas è la quinta disciplina e scrittura ed è dedicata alla prosodia sanscrita.
Il Jyotiṣa è la disciplina e scrittura finale ed è consacrata alla misurazione del tempo, alla previsione del movimento del Sole, della Luna e all'astronomia.